# Hans-Joachim Gernentz
Hans-Joachim Gernentz (* 16. August 1918 in Rostock; † 22. November 1997 ebenda) war ein deutscher Sprachwissenschaftler.

## Leben  und Wirken
Hans-Joachim Gernentz wurde 1918 als Sohn von Wilhelm Gernentz (1890–1969) und Helene Gernentz, geb. Lierse (1891–?) geboren. Nach dem Abitur 1937 ging er im selben Jahr zum Reichsarbeitsdienst und leistete von 1937 bis 1945 seinen Kriegsdienst in der Wehrmacht bei einer Panzertruppe, zuletzt im militärischen Rang eines Oberwachtmeister. Er geriet 1945 in sowjetische Kriegsgefangenschaft.
Von 1946 bis 1951 studierte Hans-Joachim Gernentz an der Universität Rostock Germanistik und Geschichte. Von 1950 bis 1951 war er als wissenschaftliche Hilfskraft an der Universität Rostock tätig, wo er 1951 das Staatsexamen für das Lehramt an Oberschulen ablegte. Nach einer kurzen Tätigkeit als Lehrer im Jahr 1951 in Kühlungsborn war er von 1951 bis 1983 als Lektor tätig. Nach der wissenschaftlichen Aspirantur 1953 wurde er 1954 an der Rostocker Alma Mater mit einer Arbeit mit dem Titel Soziale Anschauungen und Forderungen in der frühmittelhochdeutschen geistlichen Dichtungswissenschaft zum Dr. phil. promoviert. Nebenamtlich war er in Rostock von 1952 bis 1957 Mentor für das Fernstudium der Mittelschullehrer. 1957 wurde Hans Joachim Gernentz Wahrnehmungsdozent für Deutsche Sprache und ältere deutsche Literatur. Er war von 1958 bis 1960 Lehrbeauftragter an der Ernst-Moritz-Arndt-Universität Greifswald. 1960 wurde er Dozent; nach seiner Habilitierung zum Dr. phil. habil. im Jahr 1960 mit einer Arbeit mit dem Titel Formen und Funktionen der epischen Reden und der Redeszenen in der deutschen epischen Dichtung von 1150 bis 1200 war er ab 1961 Professor für Deutsche Sprache und ältere deutsche Literatur in Rostock. Von 1963 bis 1965 hatte er eine Gastprofessur für Germanistische Philologie an der Universität Warschau inne.
In der Selbstverwaltung des Germanistischen Instituts der Universität Rostock übte er folgende Funktionen aus: 1959–1963 Abteilungsleiter Deutsche Sprache und ältere deutsche Literatur, 1959–1963 Abteilungsleiter Niederdeutsch und Niederländisch, 1962–1963 Fachrichtungsleiter Germanistik, 1965–1968 Abteilungsleiter Deutsche Sprache und ältere deutsche Literatur, 1965–1968 Abteilungsleiter Niederdeutsch und Niederländisch und ab 1968 Wissenschaftsbereichsleiter Germanistik.
Gernentz war als Fachmann des Niederdeutschen ebenfalls an der Gründung des Mecklenburgischen Folklorezentrums beteiligt.
Hans-Joachim Gernentz war von 1955 bis 1960 Schöffe am Kreisgericht Rostock, von 1959 bis 1960 Mitglied des Fritz-Reuter-Komitees der DDR, von 1961 bis 1963 	Redaktionsmitglied Weimarer Beiträge, von 1967 bis 1971 Redaktionsmitglied WZUR (G-Reihe), ab 1965 Mitglied des Redaktionsbeirates Weimarer Beiträge, ab 1966 	Mitglied des Verlagsbeirates des Hinstorff Verlags Rostock und des Verlagsbeirates des Union-Verlags und ab 1980 Mitglied des Martin-Luther-Komitees der DDR.
Im Jahr 1983 wurde er emeritiert.

## Werke (Auswahl)
- Religiöse deutsche Dichtung des Mittelalters, Union-Verlag Berlin 1964 und Heidelberg 1965
- Untersuchungen zum russisch-niederdeutschen Gesprächsbuch des Tönnies Fenne, Pskov 1607, Berlin 1988
- Doktor Faust und andere Erzählungen von Teufelsbündnern, Berlin 1988

## Auszeichnungen
- 1960: Fritz-Reuter-Preis Klasse II
- 1962: Johannes-R.-Becher-Medaille (Silber)
- 1966: John-Brinckman-Preis
- 1968: Pestalozzi-Medaille (Bronze)
- 1973: Pestalozzi-Medaille (Silber)
- 1981: Preis für künstlerisches Volksschaffen
- 1983: Pestalozzi-Medaille (Gold)
- 1983: Humboldt-Medaille (Bronze)